# Zora Dirnbach
Zora Dirnbach (22. kolovoza 1929. – 19. travnja 2019.) je bila poznata hrvatska scenaristica, spisateljica, urednica i novinarka.

## Životopis
Zora Dirnbach je rođena u Osijeku, 22. kolovoza 1929. godine. Otac joj je bio židovskog podrijetla, a majka austrijska-katolkinja koja se 1922. godine preobratila na judaizam. Dirnbach je odrasla uz sestru Gertrudu. Otac joj je u Osijeku posjedovao tvornicu papira "Mursa Mill".
Studirala je povijest umjetnosti na Filozofskom fakultetu u Zagrebu. Dirnbach je od 1949. radila kao novinarka i urednica kulturnog programa u dnevnim novinama i na Radiju Zagreb. Od 1958. radila je kao dramaturg na prvom programu Radio Zagreba. Od 1963. do 1991. godine Dirnbach je radila kao dramaturg i urednik Dramskog programa na Radioteleviziji Zagreb. Autor je tri filmska scenarija za dugometražne igrane filmove, među inima i nagrađivanog filma Deveti krug, prvog filma o Holokaustu u povijesti svjetske kinematografije. Deveti krug je bio nominiran za Oskara. Autorica više od desetak radio-drama (od kojih je većina izvedena i u inozemstvu) kao i TV-drama, TV-filmova i dvije serije; autorica adaptacija i prijevoda velikog broja radio i TV-drama U svojstvu stručnog suradnika predavala je TV-dramaturgiju na Akademiji dramske umjetnosti u Zagrebu. Sudjelovala na brojnim međunarodnim sastancima TV-dramaturga Europe u Beču, Stockholmu, Londonu, Kopehagenu, Münchenu i Monte Carlu. U raznim domaćim i u dvije inozemne antologije radio-dramskih i TV-dramskih tekstova objavljena je radio-drama Alkimonova jabuka, i TV-drama Taj dugi, dugi put. Dirnbach je autor nekoliko romana i kolekcija kratkih priča. Članica je Hrvatskog društva pisaca.
Kroz svoj cijeli život bila je inspirirana osobnom i obiteljskom tragedijom tijekom Holokausta, kao i samim Holokaustom. Kao članica Židovske općine Zagreb, istoj je kroz život dala nemjerljivi doprinos. Sa svojim stalnim angažmanom u "Vijeću židovske općine Zagreb", vodila je odbor za informiranje Židovske općine Zagreb, te je isto tako puno doprinijela zagrebačkoj židovskoj zajednici. Iako je tijekom Drugog svjetskog rata tj. Holokausta bila krštena, u namjeri da joj se spasi život, Dirnbach za sebe kaže da je hrvatska židovka i ateist. Majka je Zoru Dirnbach i njezinu sestru početkom rata krstila u crkvi, te je svećeniku platila da krivotvori datum njihova krštenja. No, pečat podrijetla ipak nisu mogli izbjeći. Sestra Zore Dirnbach se ni nakon krštenja nije usudila ići u školu, dok Zora je. Njezina majka je željela da se tako osjeća ravnopravnom, te da sa sebe zbaci osjećaj inferiornosti koji je uz sve ostalo židovima tada bio nametan. Dirnbach je imala nekoliko neugodnih situacija kada su neki učenici hodali za njom i govorili da "ovdje smrdi na Čifuta". No u njezinu obranu su stale neke njezine školske kolegice. U rodnoj kući Zore Dirnbach, u Osijeku, se nalazio sabirni logor. Bio je to zapravo skup zgrada u kojima je pored napuštene tvornice njezina oca bila i obiteljska kuća Dirnbachovih. Kako je tvornica sredinom 1930.–ih preseljena u drugi dio grada, ostale su prazne hale i skladišta, što se pokazalo idealnim objektom za privremeni logor. U njemu su odlazak do Auschwitza i do Jasenovca punih mjesec dana čekali starci i sasvim mala djeca, da bi 22. kolovoza 1942. godine svi oni bili utrpani u stočne vagone i otpremljeni u smrt. Zora Dirnbach, te njezina majka i sestra, su uspjele preživjeti Holokaust, dokle mnogi članovi njihove obitelji nisu bili te sreće. Među ubijenim članovima obitelji Dirnbach se nalazi i Zorina baka Hermina Glatter-Dirnbach koja je ubijena u Jasenovcu udarcem malja u glavu, te stric Samuel Dirnbach, strina Giza Dirnbach, bratić Alfred Dirnbach i mnogi drugi rođaci.

## Nagrade i priznanja
Zori Dirnbach je dodijeljena nagrada za scenarij na prvom jugoslavenskom anonimnom konkursu za filmske scenarije u Sarajevu 1956. godine. 1960. osvojila je Zlatnu arenu u Puli za film godine Deveti krug. 1968. godine dodijeljena joj je nagrada na anonimnom natječaju Hrvatskog narodnog kazališta u povodu 100-godišnjice tog kazališta za dramski tekst Noć štakora.

## Radijski scenariji
- "Sestre Barsalli", 1956.
- "Krug bez točke", 1957.
- "Sestre Barsalli", 1956.
- "Iz pepela feniksa", 1958.
- "Alkimonova jabuka", 1962.
- "Zrno do zrna, matek do mjeseca", 1965.
- "Voda", 1968.
- "Partija šaha", 1969.
- "Pohrana", 2002.

## Televizijski i filmski scenariji

### Filmovi
- "Deveti krug", 1960.
- "Igre na skelama", 1961.
- "Taj dugi, dugi put", 1965.
- "Moj dragi dobrotvore", 1970.
- "Harmonika", 1972.
- "Nocturno", 1974.
- "Proljeće Janka Potlačeka", 1988.
- "Kanarinčeva ljubovca", 1988.

### Serije
- "Đavolje sjeme", 1979.
- "Nepokoren grad", 1980.
- "Dosije", 1986.

### Ostalo
- "Libar Miljenka Smoje oli ča je život vengo fantažija" kao sudionica dokumentarnog serijala (2012.)

## Vanjske poveznice
- Zora Dirnbach u internetskoj bazi filmova IMDb-u (engl.)